# Хренище
Хрени́ще — хутор в Бобровском районе Воронежской области.
Относится к Никольскому сельскому поселению.

## География
Находится в непосредственной близости от трассы М4, на левом берегу реки Икорец, впадающей в реку Дон. Вокруг хутора лиственный лес, сосновый и березовая роща.

## Население
| 2000 | 2005 | 2010 |
| ---- | ---- | ---- |
| 162  | ↗177 | ↘99  |

## История
По словам местных жителей, хутор получил название Хренище оттого, что здесь росло большое количество хрена.

## Инфраструктура
Хутор газифицирован.
Магазин, школа и сельская администрация находятся в соседнем селе 2-е Никольское в 4 км.

## Климат
| Показатель                    | Янв. | Фев. | Март | Апр. | Май | Июнь | Июль | Авг. | Сен. | Окт. | Нояб. | Дек. |
| ----------------------------- | ---- | ---- | ---- | ---- | --- | ---- | ---- | ---- | ---- | ---- | ----- | ---- |
| Средний суточный максимум, °C | −5   | −3   | 3    | 14   | 21  | 24   | 28   | 27   | 20   | 11   | 4     | −1   |
| Средний суточный минимум, °C  | −10  | −8   | −3   | 3    | 10  | 14   | 17   | 16   | 9    | 3    | −1    | −5   |